# 介護アテンドサービス士

介護アテンドサービス士とは、平成13年3月まで実施されていた労働省認定の介護サービス技能審査。
（労働省技能審査認定規定（昭和48年労働省告示第54号）第一条の規定に基づく労働大臣認定の介護サービス技能審査）
合格者に交付される合格証書の証書入れには「介護アテンドサービス士となられた皆様には、我が国の高齢化社会で、質の高い介護をする専門家として、労働大臣より認定されました。今後の幅広いご活躍を期待しております。」と記載されており、介護の専門家としての期待の大きさがうかがえた。
当該審査自体は廃止されたが「介護サービス技能審査合格証書」の再発行は介護労働安定センター支部（所）にて受け付けている。
「介護アテンドサービス士証」携帯用の再発行は受け付けていない。